# Enrique Fontanills
Enrique Fontanills Lattes (Guanabacoa, 1871-La Habana, 1932) fue un periodista y cronista de sociedad cubano.

## Biografía
Nació en 1871 en Guanabacoa. Colaborador del Diario de la Marina, donde fue muy conocido por sus columnas de crónica social, falleció el 20 de mayo de 1932 en La Habana y fue enterrado, presumiblemente, en el cementerio de Colón.